# Акунишников, Александр Павлович
Александр Павлович Акунишников (16 августа 1959, Уральск) — советский гребец-байдарочник, выступал за сборную СССР в середине 1980-х годов. Чемпион мира, чемпион Советского Союза, победитель многих регат республиканского и всесоюзного значения. На соревнованиях представлял спортивное общество «Динамо», мастер спорта СССР международного класса, заслуженный мастер спорта Республики Казахстан. Также известен как тренер по гребле на байдарках и каноэ.

## Биография
Родился 16 августа 1959 года в городе Уральске Западно-Казахстанской области Казахской ССР. Активно заниматься греблей начал в возрасте шестнадцати лет, проходил подготовку в местной детско-юношеской спортивной школе № 1 под руководством тренера Алексея Новозенко, позже присоединился к добровольному спортивному обществу «Динамо».
Впервые заявил о себе уже в 1976 году, когда стал чемпионом своей области среди взрослых спортсменов. Год спустя одержал победу на вторых Молодёжных играх КазССР, получил бронзовую медаль на чемпионате центрального совета «Динамо» и вошёл в основной состав сборной спортивного общества, побывал на Всесоюзных молодёжных играх. В период 1977—1979 проходил срочную службу в армии.
По возвращении из армии сразу же стал чемпионом Казахстана, в составе четырёхместного экипажа вместе с партнёрами Василием Перепёлкиным, Сергеем Андреевым и Павлом Аристовым выступил на Спартакиаде народов СССР, где сумел дойти до финальной стадии и выполнил тем самым норматив мастера спорта. Чуть позднее выиграл серебряную медаль на первенстве центрального совета «Динамо» и бронзовую медаль на международной Тракайской регате. В 1980 году стал чемпионом Тракайской регаты, получил бронзу на чемпионате СССР, дважды был победителем в зачёте республиканского первенства.
В 1981 году благодаря череде удачных выступлений Акунишников вошёл в основной состав национальной сборной Советского Союза, в этот период он впервые добился звания чемпиона страны, выиграл международную регату в Болгарии, стал серебряным призёром международной регаты имени Юлии Рябчинской в Москве и международной регаты в ГДР — за эти выдающиеся достижения удостоен почётного звания «Мастер спорта СССР международного класса». В следующем сезоне одержал победу на первенстве Казахстана, удостоился серебра на первенстве СССР и бронзы на Кубке СССР, ещё через год получил серебряную медаль на Спартакиаде народов СССР.
Акунишников рассматривался как основной кандидат на участие в летних Олимпийских играх 1984 года в Лос-Анджелесе, однако страны социалистического лагеря по политическим причинам бойкотировали эти соревнования, и вместо этого ему пришлось принять участие в альтернативном турнире «Дружба-84» в Берлине, где в итоге он занял пятое место. В 1985 году в одиночных байдарках на дистанции 500 метров выиграл национальной первенство и Кубок СССР, после чего удостоился права защищать честь страны на чемпионате мира в бельгийском Мехелене, тем не менее, дошёл здесь только до стадии полуфиналов, где финишировал четвёртым. В сезоне 1986 года одержал победу на международной регате в Англии и вновь был лучшим на Кубке СССР. Будучи в числе лидеров гребной команды страны, отправился на мировое первенство в канадский Монреаль — в составе четырёхместного экипажа, куда также вошли гребцы Николай Оселедец, Григорий Медведев и Сергей Киселёв, обогнал на дистанции 10000 метров всех своих соперников и завоевал тем самым золотую медаль.
Имеет высшее образование, окончил Уральский педагогический институт имени А. С. Пушкина.
Завершив спортивную карьеру, работал в областном УВД, занимал должность командира отделения пожарной части, отличник службы Комитета по чрезвычайным ситуациям Министерства внутренних дел Республики Казахстан. Неоднократно выступал на любительских ведомственных соревнованиях по служебному многоборью полиции (скоростное маневрирование на мотоцикле с коляской, преодоление 200-метровой полосы препятствий, бег на 3000 м, стрельба из табельного оружия, плавание на 100 м), чемпион и призёр многих соревнований, заслуженный мастер спорта Республики Казахстан. В настоящее время — тренер по гребле на байдарках и каноэ.